# Kinston (Alabama)
Kinston est une ville du comté de Coffee, en Alabama, aux États-Unis,. Elle est située au sud-ouest du comté.
La ville est initialement appelée Cross Trails, lors de sa fondation en 1878. L'économie locale connaît un essor considérable lorsque la ligne de chemin de fer Alabama-Floride est construite à travers la ville, vers 1900. Cette année-là, Cross Trails est rebaptisée Boone en l'honneur de la femme du propriétaire foncier local, Pink Hickman, dont le nom de jeune fille était Boone. La ville est ensuite rebaptisée Pink pour honorer Hickman, qui avait fait don du terrain pour un dépôt de trains dans la région et pour éviter toute confusion avec des villes de l'État qui portaient le même nom. En 1910, un certain Pride achète une propriété dans la région et en raison d'une similitude entre Pink et Pinckard, du comté de Dale, Pride demande que le nom de la ville soit changé et porte celui de sa ville natale de Kinston, en Caroline du Nord. Le 27 septembre 1912, le nom de Kinston est définitivement adopté. Kinston est incorporée en 1920.

## Démographie
| 1930 | 1940 | 1950 | 1960 | 1970 | 1980 |
| ---- | ---- | ---- | ---- | ---- | ---- |
| 388  | 343  | 312  | 470  | 540  | 604  |

| 1990 | 2000 | 2010 | - | - | - |
| ---- | ---- | ---- | - | - | - |
| 595  | 602  | 540  | - | - | - |

## Source de la traduction
- (en) Cet article est partiellement ou en totalité issu de l’article de Wikipédia en anglais intitulé « Kinston, Alabama » (voir la liste des auteurs).